# Nemesia transalpina
Nemesia transalpina är en spindelart som först beskrevs av Carl Ludwig Doleschall 1871.  Nemesia transalpina ingår i släktet Nemesia och familjen Nemesiidae.
Artens utbredningsområde är Italien. Inga underarter finns listade i Catalogue of Life.